# Terence Young (homme politique)
Pour les articles homonymes, voir Terence Young et Young.
Terence Hart Young  (né le 24 juillet 1952 à Toronto, Ontario) est un homme politique provincial et fédéral canadien.

## Biographie
Né à Toronto en 1952, d'un père pasteur anglican à l'église St. Anne, son oncle, Denton Massey, représenta la circonscription torontoise de Greenwood à Ottawa de 1935 à 1949.
En 2000, sa fille de quinze ans, Vanessa, décède à la suite de l'utilisation de cisapride, connu sous le nom de Prepulsid au Canada. Young devient ensuite un militant pour une plus grande surveillance des médicaments sous prescription.

### Politique provinciale
Young devient député provincial d'Halton-Centre pour le Parti progressiste-conservateur en remportant contre la libérale Barbara Sullivan en 1995. Durant cette période il sert comme assistant parlementaire au Ministère de l'Éducation de l'Ontario avec des responsabilités envers les Collèges et les Universités et ensuite assistant parlementaire au Ministère des Finances.
Promoteur des valeurs familiales, il critique entre autres la Commission scolaire de Halton pour leur approbation de la nouvelle Foxfire: Confessions of a Girl Gang de Joyce Carol Oates en raison de passages obscènes et de pornographiques. Il propose aussi, sans succès, le Zero Tolerance for Substance Abuse Act, un projet de loi privé permettant au directeur d'école de suspendre automatiquement tous étudiants en possession de cigarettes, alcool et drogues.
À la suite de la décision du gouvernement Harris de réduire le nombre de circonscriptions de 130 à 103, Halton-Centre fut abolie et Young dû concourir dans la nouvelle circonscription d'Oakville, mais perdit face à son collègue Gary Carr. En 2000, il est nommé commissaire à la Alcohol and Gaming Commission par Mike Harris.

### Politique fédérale
Candidat indépendant dans la circonscription de Parkdale en 1974, il est défait par le libéral Stanley Haidasz.
Élu député conservateur en 2008, il sera réélu en 2011. Partisan du gouvernement de Stephen Harper, il proposa durant son mandat le projet de loi privée An Act Respecting the Prevention of Potential Health Risks from Radiofrequency Electromagnetic Radiation, mais celui-ci ne passa pas la première lecture. Il est défait par le libéral John Oliver en 2015.